# Гора Городище
Гора Городище — гора, расположенная на правом берегу реки Калитва, на север от слободы Александровка в Тарасовском районе Ростовской области России. Памятник природы регионального значения.  

## Описание
Территория горы Городище занимает 97-й квартал Криворожского участкового лесничества Донецкого территориального отдела лесничества.
Особо охраняемая природная территория представляет собой образование, состоящее из камня и частично из песка, которое принимает форму горы. Поверхность горы покрыта лесной и степной растительностью. Растёт дуб, боярышник, сосна обыкновенная, сосна крымская, осина, тополь, яблоня, груша лесная, клён татарский, клён ясенелистный и крушина. Распространение получили эндемики: прострел раскрытый, ландыш майский, пролеска сибирская, купена лекарственная. На горе гнездятся многие виды птиц.
У вершины горы располагаются камни, которые достигают в высоту 2-3 метра. Раньше их называли «дикими камнями», а саму гору «Синим курганом», «Белой горой». Современное название «Городище» появилось потому, что проведённые исследования доказали — на этом месте были стоянки древних племен, и по традиции такие объекты у исследователей называются городищами.